# Celtic Woman
Celtic Woman – irlandzka grupa muzyczna utworzona w 2004 roku, wykonująca głównie muzykę celtycką. 

## Historia
Zespół został stworzony przez Sharon Browne i Davida Downes'a. W 2004 roku zwerbował pięć kobiet z Irlandii, które wcześniej nie występowały razem: wokalistki Chloë Agnew, Órla Fallon, Lisa Kelly i Méav Ní Mhaolchatha oraz skrzypaczkę Máiréad Nesbitt, kształtując pierwszy skład grupy, którą nazwał Celtic Woman.
Skład grupy zmieniał się na przestrzeni lat: w 2009 roku grupa składała się z Chloë Agnew, Lynn Hilary, Lisa Kelly, Alex Sharpe oraz skrzypaczki Máiréad Nesbitt. Alex Sharpe opuściła grupę w maju 2010 roku. Albumy zespołu Celtic Woman sprzedały się w nakładzie 6 milionów płyt na całym świecie.

## Skład

### Obecne członkinie
- Tara McNeill – skrzypce (od 2016)
- Muirgen O'Mahony – wokal (od 2021)
- Máiréad Carlin – wokal (2013–2021, od 2023)
- Emma Warren – wokal (od 2023)

### Byłe członkinie
- Máiréad Nesbitt – skrzypce (2004–2016)
- Lisa Kelly – wokal (2004–2007, 2008–2011)
- Méav Ní Mhaolchatha – wokal (2004-2005, 2006–2007, 2012, 2015)
- Órla Fallon – wokal, harfa (2004–2009)
- Chloë Agnew – wokal (2004–2013, 2020–2022)
- Deirdre Shannon – wokal (2005–2006)
- Hayley Westenra – wokal (2006–2007)
- Alex Sharpe – wokal (2008–2010, 2015)
- Lisa Lambe – wokal (2010–2014)
- Lynn Hilary – wokal (2007–2010, 2014–2015)
- Susan McFadden – wokal (2012–2018)
- Éabha McMahon – wokal (2015–2020)
- Megan Walsh – wokal (2018–2023)
- Hannah Traynor – wokal (2022–2023)

## Trasy koncertowe
Grupa Celtic Woman odbyła trzy trasy koncertowe po Ameryce, z dodatkowymi występami zagranicznymi. Grupa wystąpiła na żywo w kilkunastu miastach USA w 2005 roku ze swoim debiutanckim albumem. Grupa koncertowała w Stanach Zjednoczonych dwukrotnie z ich tournée „Celtic Woman: A New Journey”. odwiedzając 88 miast w 2007 i ponad 75 miast w 2008 roku. Na początku kwietnia 2008 roku ogłoszono, że zespół The High Kings będzie gościem specjalnym na ich trasie w czerwcu 2008 roku.
Trasa „Isle of Hope” została ogłoszona pod koniec 2008 roku. W programie zespołu znalazło się oryginalna muzyka kompozytorów Davida Downesa i Brendana Grahama (autora tekstu piosenki You Raise Me Up), interpretacje piosenek, takich jak Fields of Gold i Have I Told You Lately That I Love You i tradycyjne utwory: Danny Boy, The Sky and the Dawn and the Sun oraz Spanish Lady. Trasa zakończyła się 22 listopada 2009 roku.
Trasa 2010-11 „Songs from the Heart” rozpoczęła się w lutym 2010 roku. Stacja telewizyjna PBS wyemitowała specjalny koncert 28 listopada 2009 roku. Został on nagrany w jakości HD w Powerscourt House & Gardens. Zawierał on 27-osobową orkiestrę filmową, Discovery Gospel Choir, 12-osobowy Aontas Choir, 10-osobowy zespół Extreme Rhythm Drummers, a także 11-osobowy zespół dudziarzy.
Druga trasa „Songs from the Heart” rozpoczęła się w lutym 2011 roku i składała się z około 80 koncertów w Ameryce Północnej wiosną 2011 roku i 10 występów w Niemczech i Austrii latem 2011 roku. Na trasie występowały trzy wokalistki Agnew, Kelly i Lambe) oraz jedna skrzypaczka Nesbitt.
Trasa „The Symphony Tour”, na której grupa wykonywała utwory z ich albumu świątecznego A Christmas Celebration, odbyła się w grudniu 2011 roku.
Północnoamerykańska trasa „Believe” trwała od lutego do kwietnia 2012 roku. Od maja do czerwca 2012 roku odbyła się europejska cześć trasy „Believe”. Lisa Kelly, która była w ciąży z czwartym dzieckiem, została zastąpiona przez Susan McFadden, młodszą siostrę Briana McFadden – byłego członka irlandzkiego boysbandu Westlife.
W 2019 roku grupa wystąpiła po raz pierwszy w Polsce. Odbyły się dwa koncerty: 4 listopada w Poznaniu i 6 listopada w Zabrzu.

## Dyskografia

### Albumy studyjne
- Celtic Woman (1 marca 2005)
- Celtic Woman: A Christmas Celebration (3 października 2006)
- Celtic Woman: A New Journey (30 stycznia 2007)
- Celtic Woman: The Greatest Journey (28 października 2008)
- Celtic Woman: Songs from the Heart (26 stycznia 2010)
- Celtic Woman: Lullaby (15 lutego 2011)
- Celtic Woman: Believe (24 stycznia 2012)
- Celtic Woman: Home for Christmas (9 października 2012)
- Emerald: Musical Gems (25 lutego 2014)
- Celtic Woman: Destiny (23 października 2015)
- Celtic Woman: Voices of Angels (18 listopada 2016)
- Celtic Woman: Ancient Land (26 września 2018)
- Celtic Woman: The Magic of Christmas (2019)
- Celtic Woman: Postcards from Ireland (2021)

### Albumy kompilacyjne
- Celtic Woman: A Celtic Family Christmas[4] (14 października 2008)
- Celtic Woman: Believe (25 maja 2011)
- Celtic Woman: A Celtic Christmas[5] (25 listopada 2011)
- Celtic Woman: An Irish Journey[6] (3 października 2011)
- Celtic Woman: Silent Night (9 października 2012)
- The Best Of Celtic Woman (17 stycznia 2015)
- Celtic Woman Presents Solo (1 czerwca 2015)
- Celtic Woman: Decade (3 lipca 2015)
- Celtic Woman: The Best of Christmas (17 listopada 2017)

### Minialbumy
- Celtic Woman: O Christmas Tree (21 października 2014)
- Celtic Woman: Christmas Angels (9 grudnia 2016)